# قزاقستان
قَزاقِستان (به قزاقی: Қазақстан) با نام رسمی جمهوری قزاقستان (به قزاقی: Қазақстан Республикасы)، یک کشور محصور در خشکی و فراقاره‌ای در آسیای مرکزی و اروپای شرقی است. قزاقستان از شمال با روسیه و از شرق با قرقیزستان و از جنوب شرقی با ازبکستان و از جنوب غربی با ترکمنستان مرز مشترکی دارد. آستانه پایتخت این کشور است.
قزاقستان نُهمین کشور پهناور جهان است و بزرگ‌ترین کشور محصور در خشکی محسوب می‌شود. این کشور ۲۰ میلیون نفر جمعیت دارد، و با سرانهٔ ۷ نفر بر کیلومتر مربع (۱۸ نفر بر مایل مربع) یکی از کم‌تراکم‌ترین کشورهای جهان است. مردم قزاق اکثریت جمعیت را تشکیل می‌دهند، در حالی که روس‌ها اقلیت قابل توجهی به‌شمار می‌روند. قزاقستان که رسماً سکولار است، کشوری با اکثریت مسلمان است، ولی روس‌ها در این کشور پیرو کلیسای ارتدکس شرقی هستند.
قلمرو قزاقستان از لحاظ تاریخی محل سکونت گروه‌ها و امپراتوری‌های عشایری بوده است. در عهد باستان، عشایر سکاها در این سرزمین ساکن بودند و شاهنشاهی هخامنشی به سمت منطقهٔ جنوبی گسترش یافت. عشایر ترک از اوایل قرن ششم میلادی در این کشور ساکن شدند. در قرن سیزدهم، این قلمرو تحت تسلط امپراتوری مغول و چنگیز خان قرار گرفت. در قرن پانزدهم، در نتیجهٔ تجزیه اردوی زرین، خانات قزاق تأسیس شد. در قرن هجدهم، خانات قزاق به سه جُوز تقسیم شد که توسط امپراتوری روسیه فتح شدند. در اواسط قرن نوزدهم، روس‌ها اسماً بر تمام قزاقستان به عنوان بخشی از امپراتوری روسیه حکومت کردند و بردگان قزاق را در سال ۱۸۵۹ آزاد کردند. به دنبال انقلاب روسیه و متعاقب آن جنگ داخلی روسیه، این قلمرو چندین بار سازماندهی شد. در سال ۱۹۳۶ با نام جمهوری شوروی سوسیالیستی قزاقستان در داخل اتحاد جماهیر شوروی تأسیس شد. قزاقستان آخرین جمهوری شوروی بود که طی فروپاشی اتحاد جماهیر شوروی از سال ۱۹۸۸ تا ۱۹۹۱ استقلال خود را اعلام کرد.
سازمان‌های حقوق بشر دولت قزاقستان را مستبد توصیف کرده‌اند و مرتباً حقوق بشر در این کشور را ضعیف توصیف می‌کنند. این کشور از نظر سیاسی و اقتصادی بر آسیای مرکزی تسلط دارد و ۶۰ درصد از تولید ناخالص داخلی منطقه را تولید می‌کند، که عمدتاً از طریق صنایع نفت و گاز تأمین می‌شود. قزاقستان دارای بالاترین رتبهٔ شاخص توسعهٔ انسانی در منطقه است. این کشور طبق قانون اساسی یک جمهوری دموکراتیک یکپارچه است، اما عملاً حکومتی اقتدارگرا است، که انتخابات آزاد نیز ندارد. با این وجود، از زمان استعفای رئیس‌جمهور نورسلطان نظربایف در سال ۲۰۱۹، تلاش‌های فزاینده‌ای برای بهبود وضع دموکراسی و اصلاحات سیاسی صورت گرفته است. قزاقستان یکی از اعضای سازمان ملل متحد، سازمان تجارت جهانی، کشورهای مستقل مشترک‌المنافع، سازمان همکاری شانگهای، اتحادیه اقتصادی اوراسیا، سازمان تجارت جهانی، سازمان پیمان امنیت جمعی، سازمان امنیت و همکاری اروپا، سازمان همکاری اسلامی، سازمان دولت‌های ترک، و سازمان بین‌المللی فرهنگ ترکی است.

## ریشه‌شناسی
واژهٔ قزاق به معنای عضوی از قوم قزاق است. این نام ممکن است از فعل ترکی قاز-، به‌معنای «سرگردان» گرفته شده باشد که بازتاب‌دهندهٔ فرهنگ عشایری قزاق‌ها است. اصطلاح کازاک نیز از همین ریشه است.
در منابع فرهنگ ترکی-ایرانی اصطلاح ازبک-قزاق برای نخستین بار در اواسط قرن شانزدهم در کتاب تاریخ رشیدی اثر میرزا محمدحیدر دوغلات آمده است که قزاق را در قسمت شرقی دشت قبچاق قرار داده بود. به گفته واسیلی بارتلد، قزاق‌ها احتمالاً در قرن پانزدهم شروع به استفاده از این نام کردند.
اگرچه قزاق به‌طور سنتی تنها به مردم قزاق اطلاق می‌شود، از جمله کسانی که در چین، روسیه، ترکیه، ازبکستان و سایر کشورهای همسایه زندگی می‌کنند، اما این اصطلاح به‌طور فزاینده‌ای برای اشاره به هر شهروند اهل قزاقستان نیز استفاده می‌شود، از جمله شهروندان این کشور که به گروه‌های قومی دیگری تعلق دارند.

## تاریخ
- مقاله اصلی: تاریخ قزاقستان

ساکنان اصلی آسیای مرکزی از مردم ایرانی‌تبار سَکا بودند. مردمان ترک‌تبار از سده پنجم به این‌سو آغاز به نفوذ و کوچ در منطقه کردند.
هون‌ها در اوایل سده هشتم قبل از میلاد به این منطقه آمدند و در سال‌های بعدی ترکان قبچاق که از کوهستان‌های آلتای آمده بودند در حوالی دریاچه آرال و دشت قبچاق ساکن شدند قزاقها شعبه‌ای از ترکان قبچاق هستند. در سده سیزدهم، این منطقه توسط امپراتوری چنگیزخان مغول تصرف شد. پس از مرگ او، این امپراتوری بین فرزندان او قسمت شد و قزاقستان کنونی به جُغَتای، پسر چنگیزخان رسید؛ ولی قسمت غربی و بیشتر قسمت‌های شمالی به گنقیز نوه چنگیزخان رسید. به دلیل حکومت طولانی مغول‌ها بر این منطقه عناصر مغولی در این منطقه نفوذ کرده است.
واژهٔ قزاقستان از دو بخش «قزاق» و پسوند فارسی «ستان» تشکیل شده است، که به معنای «سرزمین قزاق‌ها» است. واژه قزاق نیز خود به معنی «کوچنده» و از ریشه ترکی «قَز» است که معنای کوچیدن می‌دهد و به زندگی کوچ‌نشینی قزاق‌ها اشاره دارد.
پس از انقلاب اکتبر و تشکیل اتحاد جماهیر شوروی، قزاقستان با عنوان جمهوری سوسیالیستی قزاقستان شوروی به یکی از جمهوری‌های آن تبدیل شد. با فروپاشی شوروی، قزاقستان به استقلال دست یافت.
قزاقستان در تاریخ ۱۶ دسامبر ۱۹۹۱ آخرین جمهوری شوروی بود که اعلام استقلال کرد.

### پایتخت

#### آلماتی
- مقاله اصلی: آلماتی

آلماتی واژه‌ای ترکی به معنی «سیبدار» است. طبق ادعایی دیگر ریشه این نام سکایی و ایرانی بوده است. وقتی نام‌های شهر یعنی آلماآتا و ورنی و نام کوه آن یعنی آلاتائو را در رابطه با هم مورد بررسی قرار دهیم می‌بینیم که بخش تائو یا تی (به معنی کوه) است و در زبان سکایی و سانسکریت به معنی کوه است. بخش آلا هم در نام این کوه نشان دهنده کلمه فارسی و سکایی آله (عقاب) یعنی پرنده سنتی شکاری صحراگردان این نواحی است؛ بنابراین نام آلماآتا در اصل به زبان سکایی-ایرانی، آلوه آتاو یعنی کوه عقاب بوده است که به صورت آلما آتا درآمده است. حرف «و» در گروه زبان‌های ایرانی (از جمله سغدی و خوارزمی) قابل تبدیل به «م» بوده است چنان‌که پسوند «وند» به صورت «مند» هم بیان می‌گردد. حتی اسم روسی کهن این شهر یعنی وارنی هم در گروه زبان‌های ایرانی تلفظ کلمه وارغنی ایرانی (عقاب؛ اوریلو روسی که به صورت اورال نام کوهستان معروف بین شمال آسیا و اروپا است) در لهجه‌های زبان ترکی بوده است که در آن‌ها حرف «غ» در میان کلمه به صورت «ع» یا «ء» (که در ترکیه آن را «غ» نرم نامیده‌اند) ادا می‌گردد. معنی ظاهری ترکی این کوه یعنی پدر سیب مناسبتی با این شهر سردسیری و استپی شمالی ندارد.

#### آستانه
شهر آستانه پیش از این آق‌مولا، تسلینوگراد، آق‌مالینسک و نورسلطان نام داشت (آق‌مولا به معنی «مزار سفید» است. این نام‌گذاری به خاطر مدفون بودن یکی از محترمان مذهبی در این مکان صورت گرفته‌بود و نام آستانه نیز اشاره به همین مزار دارد).
- سال ۱۸۳۰: Akmoly or Akmolinsky prikaz
- سال ۱۸۳۲ تا ۱۹۶۱: آق‌مالینسک
- سال ۱۹۶۱ تا ۱۹۹۲: تسلینوگراد
- سال ۱۹۹۲ تا ۱۹۹۸: آق‌مولا
- سال ۱۹۹۸ تا ۲۰۱۹: آستانه
- از ۲۰ مارس ۲۰۱۹ تا سپتامبر ۲۰۲۲: نورسلطان
- از سپتامبر ۲۰۲۲: آستانه

ششم ژوئن ۱۹۹۶ میلادی «نورسلطان نظربایف» رئیس‌جمهوری قزاقستان درحالی فرمان انتقال پایتخت را از آلماتی به آستانه صادر کرد که بسیاری از کارشناسان و مقامات دولتی آن را غیرعملی و ناممکن می‌دانستند. کمبود اعتبار مالی، هوای سرد و بادهای شدید آستانه از سبب‌های عمده این عدم اطمینان بود. رئیس‌جمهوری قزاقستان، قرار گرفتن آلماتی در منطقه زلزله‌خیز و نبود زمینه‌های جغرافیایی برای رشد مرکز کشور را از دلایل انتقال پایتخت از آلماتی توصیف کرده و گفته بود با انتقال پایتخت به آستانه، مرکز کشور توسعه خواهد یافت. گروه‌هایی از ملی‌گرایان روس در روسیه و داخل قزاقستان نیز خواهان پیوستن دوباره شمال قزاقستان به روسیه بودند، که انتقال پایتخت به شهری در مرکز کشور و نزدیک به روسیه، باعث شد که بسیاری از قزاق‌ها به این شهر منتقل شوند و این خواسته عملی نشود. برخی از روشنفکران قزاق علت پایه‌ای انتقال پایتخت را این گونه عنوان کرده‌اند که نورسلطان نظربایف می‌خواهد در تاریخ قزاقستان نقش پتر بزرگ در روسیه را داشته باشد. همچنان که پتر بزرگ با بنیاد «سن پترزبورگ» نام خود را جاودانی کرد، نظربایف هم می‌خواهد با ساخت پایتخت جدید، نام خود را جاودانی کند. در آغاز پیشنهادهایی شده بود که پایتخت جدید را «نورسلطان» نامگذاری کنند، ولی نظربایف نام «آستانه» را برای آن برگزید. نظربایف تأکید کرده بود که آستانه پایتخت اورآسیا است و به این دلیل در معماری آن دو سبک شرقی و غربی با هم آمیخته است. افزایش قیمت نفت در بازار جهانی، به قزاقستان امکان داد تا با فراخوانی از بهترین معماران جهان، شهر آستانه را نوساز کند. در طی ۱۰سال، جمعیت آستانه از حدود ۳۰۰هزار نفر به حدود ۷۰۰هزار نفر افزایش پیدا کرد. ساختمان‌سازی در پایتخت جدید قزاقستان با سرعت ادامه دارد، صدها شرکت داخلی و خارجی، ده‌ها هزار کارگر قزاق، ترک، ازبک، روس، تاجیک، قرقیز و چینی در ساخت بیش از ۶۵۰مجموعه مسکونی، اداری و تفریحی در این شهر مشغول هستند. یکی از نارسایی‌های آستانه آب و هوای نامساعد آن به ویژه بادهایی است که تقریباً همه‌روزه می‌وزد، با هدف جلوگیری از این بادها، در چند سال قبل درختکاری در ۴۰هزار هکتار از اطراف شهر آغاز شده است.

### شهرهای با پیشینه ایرانی در قزاقستان
معماری و ادبیات آسیای مرکزی ریشه در معماری ایرانی دارد. سغدی‌ها در قرون وسطی نقش بسیار عظیمی در آسیای مرکزی داشتند و قبل از اسلام شهرها و تمام کاروان‌سراهایی را که در جاده ابریشم بود را سغدی‌ها ساخته‌اند. در غرب چین و نزدیک به مرز قزاقستان شهر ژرکینت وجود دارد که نام درست فارسی آن یارکند است مثل چیمکند، تاشکند، سمرکند یا پنجکند که پسوند سغدی (ایرانی) کند دارند.
در کتابخانه ابوریحان بیرونی در ازبکستان ۴۳ هزار نسخه خطی نگهداری می‌شود که ۳۹ هزار تای آن به زبان فارسی است. در شهر آلماتی چندین نسخه خطی نادر به زبان فارسی وجود دارد که در هیچ‌کجای دیگر یافت نمی‌شود. دو کتاب از عبدالرحمان جامی که در شهر بلخ کتابت شده و تحفةالاحرار که ۲۳ سال قبل از مرگ جامی در زمان زنده بودن او کتابت شده است.
در قزاقستان به خصوص شهر آلماتی، تعدادی از فارسی‌زبانان هستند. تعدادی تاجیک و تعدادی افغانستانی‌های مهاجر و اندکی از ایرانیان هم هستند و در استان ترکستان چند مدرسه فارسی برای تاجیک‌هایی است که سال‌ها در آن جا ساکن هستند وجود دارد. نباید فراموش کنیم که هم زبان فارسی و هم زبان‌های ایرانی در قزاقستان وجود دارند. کردهای قزاقستان که ریشه‌شان به ایران برمی‌گردد و ایرانی‌تبار هستند حدود ۵۰ هزار نفر هستند. در شهر آلماتی در میدان جمهوری مجسمه سرباز سکایی وجود دارد. سکایی‌ها از اقوام ایرانی بودند. در موزه ملی قزاقستان هم پیکره‌های دیگری از ایرانیان باستان وجود دارد.
بخش‌هایی از قزاقستان، در طول تاریخ بخش‌هایی از قزاقستان به خصوص جنوب قزاقستان، بخشی از امپراتوری ایران بود. در ادبیات فارسی بارها با نام طراز و بت قبچاق برخورد می‌کنید که در شعر فارسی بسیار آمده است. ایرانی‌ها ارتباط دیرینه‌ای با قسمت آسیای مرکزی به‌خصوص قزاقستان داشتند ولی فرهنگ ایرانی به‌مراتب فراتر از کشورهای آسیای مرکزی می‌رسد و کوچ‌نشین‌های سکایی در آسیای مرکزی و ولگا زندگی می‌کردند. بررسی‌های باستان‌شناختی نشان می‌دهد که در این مناطق آن فرهنگ، دیرینه بوده است. در قرون وسطی نیز زبان فارسی در آسیای مرکزی، به‌ویژه بعد از سامانیان که زبان مردم منطقه فارسی بود، بسیار گسترش پیدا کرده بود و حتی پادشاهان ترک و مغول نژاد افتخار می‌کردند که با آن صحبت کنند و به آن شعر بگویند. در کتاب شهرستان‌های ایرانشهر آمده است که نخستین شهری که ایرانیان بنیاد کردند، سمرکند (سمرقند) بود. ایرانیان در نزدیکی سمرکند شهرهای چاچ، بخارا و اسفیجاب را ساختند. شهرهای خُتن و کاشغر نیز از آفریده‌های ایرانیان است
در ادبیات فارسی به‌طور فراوان نام شهرهای اسفیجاب و طراز آمده است برای نمونه در شعر رودکی سمرقندی آمده است:
| روی به محراب نهادن چه سود؟ |  | دل به بخارا و بتان طراز  |
| ایزد ما وسوسهٔ عاشقی        |  | از تو پذیرد، نپذیرد نماز |

یا در شاهنامه فردوسی بارها ذکر شده است. برای نمونه:
| بفرمود تا کوس با کره‌نای      |  | زدند و فروهشت پرده‌سرای     |
| به خارا و سغد و سمرقند و چاچ |  | سپیجاب و آن کشور و تخت عاج |
| تهی کرد و شد با سپه سوی گنگ  |  | بهانه نجست و فریب و درنگ   |

اسفیجاب و طراز از شهرهای سامانیان بودند. اسماعیل سامانی مردم زرتشتی طراز را به اجبار مسلمان کرد. در بعضی از کتاب‌های تاریخ مردم شهر طراز مسلمان و فارسی‌زبان نام برده شده‌اند.
- مقاله اصلی: طراز

تراز کهن

طراز یا تراز ابتدا از آن سغدیان بود. پس از آن چینی‌ها و گوکترکان نیز به منطقه‌ای که طراز در آن قرار داشت وارد شدند. طراز در دوره‌های بعد جزئی از پادشاهی سامانیان شد و سامانیان دین اسلام را با خود به این شهر آوردند. زبان فارسی، زبان رسمی سامانیان نیز در آن زمان زبان رسمی منطقه تراز شد. در روزگار باستان طراز در منطقه شمال سرزمین سُغد قرار داشت و به تبع آن ساکنانش عمدتاً سغدیان بودند. سغدی‌ها قومی ایرانی نژاد بودند که به زبان سغدی از زبان‌های ایرانی تکلم می‌کردند. سرزمین سغد به دلیل قرار داشتن در مسیر اصلی جاده ابریشم از اهمیت بالایی برخوردار بود و به نوعی دالان اصلی ارتباط مردم چین و شمال هند با ایرانی‌ها، اروپایی‌ها و تمدن‌های خاور نزدیک بود. پس از ورود ترکان آسیای میانه مانند گوک‌ترک‌ها و نیز چینی‌های هان تغییراتی در ترکیب نژادی منطقه پیدا شد و عناصر ترک‌تبار با مردم بومی آن منطقه آمیخته شدند به گونه‌ای با ترکیب سغدی‌ها و ترکان و چینیان مهاجر و نیز ورود سامانیان به آن منطقه زبان سغدی به سرعت به نفع فارسی و ترکی عقب‌نشینی کرد. امروزه بازمانده‌های سغدیان تنها در دره رود زرافشان در شمال تاجیکستان که در فاصله‌ای نزدیک به طراز قرار دارد یافت می‌شوند. تاجیکان فارسی‌زبان و ترکان که روس‌ها به آن‌ها سارت می‌گفتند حدود ۷۵٫۴۶٪ جمعیت شهر را تشکیل می‌دادند و هم‌تبار مردم زرافشان بودند.
- مقاله اصلی: فاراب

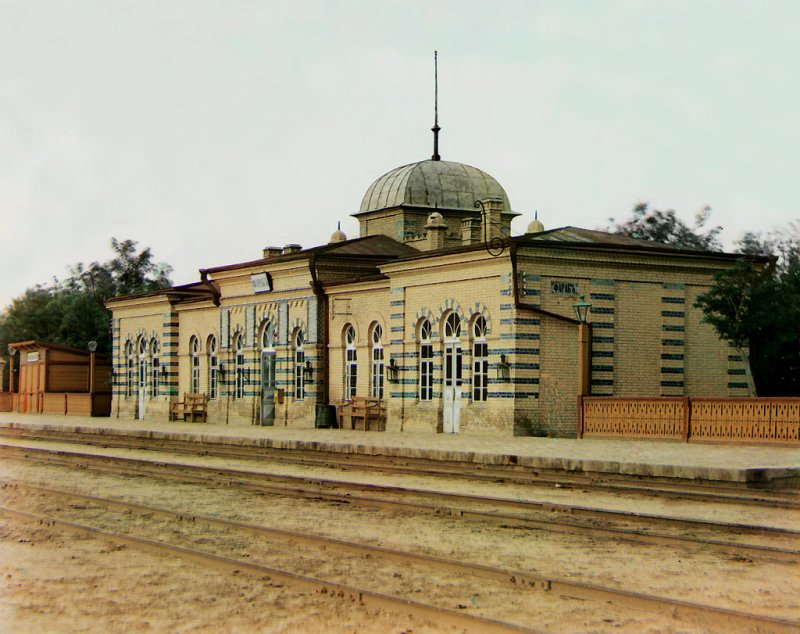
ایستگاه راه‌آهن فاراب، اثر سرگی میخائیلوویچ پروکودین گورسکی

فاراب یا اُترار نام شهری‌است کهن در کرانه باختری سیردریا. فاراب نام کهن تر این شهر است و نام اترار در سده‌های میانه براین شهر نهاده‌شد. این شهر در کنار راه ابریشم جای داشته و امروزه ویرانه‌هایش در نزدیکی شهر قرتو در قزاقستان کنونی جای دارد. ابونصر فارابی و اسماعیل بن حماد جوهری از فاراب بوده‌اند. تیمور لنگ در این شهر مرده است. همچنین نقطه شروع حمله مغول به ایران این شهر بود به دلیل اینکه غایر خان حاکم وقت این شهر بازرگانان مغول را به قتل رساند. زمانی که مغولان این شهر را محاصره کردند شهر ۵ ماه مقاومت کرد. نام و واژه فاراب (فاریاب، پاریاب) واژه‌ای فارسی و به معنی زمینی است که با آب قنات و رود آبیاری می‌شود و دیم نیست.
- مقاله اصلی: اسپیجاب

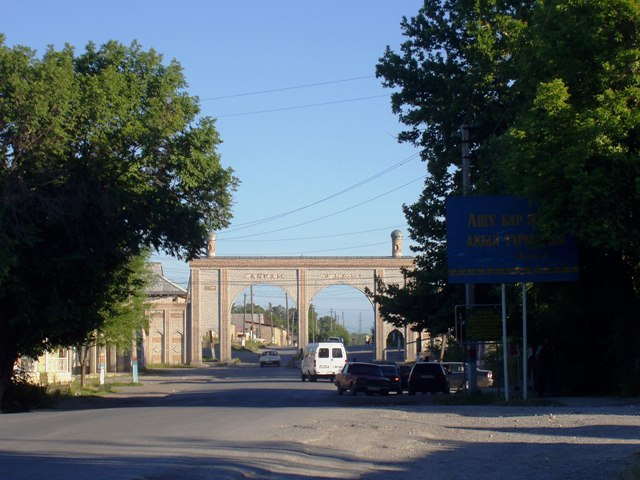
دروازه اصلی شهر اسپیجاب

اَسپیجاب (نام‌های دیگر: اسفیجاب، سپیجاب، سیرام و شبران) شهر و ناحیه‌ای در کشور قزاقستان است. اسپیجاب در دوره سامانیان ناحیه پهناوری بود که سرزمین‌های حاصل‌خیز پیرامون رود اریس را در بر می‌گرفت و از خاور تا دره تلس (طراز) امتداد می‌یافت و مرکز آن نیز به اسپیجاب آوازه داشت. این شهر در جلگه‌ای بر کران راست رود سیردریا قرار داشت. فردوسی، اسپیجاب (سپیجاب) را در نبرد ایرانیان و تورانیان، در قلمرو تورانیان دانسته است. مردم اسپیجاب، مانند اهالی بلاساغون و تراز به زبان‌های سغدی و ترکی سخن می‌گفتند. نوح بن اسد، فرمانروای سامانی سمرقند، کناره‌های استپ‌های ترک‌نشین قزاقستان امروزی را نیز فتح کرد و در سال ۲۲۵/۸۴۰ حصاری به دور شهر اَسپیجاب کشید تا از آن در برابر حملات ترکان حفاظت کند. این شهر به سبب لشکرکشی‌های خوارزمشاهیان، به ویژه یورش مغولان در ۶۱۶ق دستخوش ویرانی و کشتار فراوان شد و پس از آن رونق، ارزش و نام آن از میان رفت. دربارهٔ ریشه واژه اسپیجاب دو احتمال وجود دارد. یکی که اینکه اسپیجاب از دو واژه پهلوی اسپیگ(درخشان) و آب ساخته شده و دیگری نزدیکی واژه اسپیج با واژه سپید فارسی است. کاشغری در دیوان لغات الترک از اسپیجاب با نام شهر سفید (مدینةالبیضاء) یاد کرده است. گویا همزمان با یورش مغول به فرارود، اسپیجاب به سیرام تغییر نام داد.
- مقاله اصلی: چیمکند

چیمکند (صورت‌های دیگر: چیمکنت، شیمکنت، به قزاقی: Шымкент / Şımkent) شهری در قزاقستان و مرکز استان قزاقستان جنوبی است. چیمکند با ۶۲۹٬۶۰۰ نفر جمعیت (سال ۲۰۱۱) پس از آلماتی و آستانه سومین شهر پرجمعیت قزاقستان است. چیمکند در ۶۹۰ کیلومتری غرب آلماتی و ۱۲۰ کیلومتری شمال تاشکند، پایتخت ازبکستان، واقع شده است. چیمکند در سده دوازدهم میلادی در مسیر راه ابریشم و به عنوان کاروانسرایی برای پاسداری از شهر اسپیجاب که در ده کیلومتری خاور چیمکند قرار دارد ساخته شد. محل این کاروانسرا با گذر زمان به بازاری برای بازرگانی میان کوچ‌نشینان و یکجانشینان تبدیل شد.
- مقاله اصلی: مرکه

مرکه یا مرکی مرکز بخشی به همین نام در استان ژمبیل در جنوب قزاقستان پشت کوه‌های تیان‌شان در ۱۲۰ کیلومتری آلماتی و در نزدیکی مرز قرقیزستان است که معروف به قم قزاقستان است و مردم آن شیعیان ایرانی هستند. جمعیت شیعه در این کشور ریشه و فرهنگ و نژاد و زبان ایرانی دارند. مردم این شهر آذربایجانی‌های ایرانی هستند که توسط بُلشِویک‌ها در سال ۱۹۳۸ به این ناحیه کوچانده شده‌اند. این افراد از آذربایجانی‌های عشایری بودند که در مرز ارس تردد می‌کردند و پس از این که در سال ۱۹۱۸ مرزها بسته شد، در آن سوی مرز گرفتار و محبوس شدند. حکومت شوروی از ترس شورش این افراد، آن‌ها را به قزاقستان کوچاند و تا امروز نیز در آنجا ساکن هستند. بر اساس آخرین آمار مجمع جهانی اهل‌بیت علیه السلام از شیعیان قزاقستان در سال ۲۰۰۸ میلادی از مجموع ۱۵ میلیون و ۳۴۶ هزار نفر جمعیت قزاقستان، ۳۵۴ هزار و ۸۵۰ نفر شیعه هستند که نسبت آن‌ها به کل جمعیت این کشور حدود ۲٫۳ درصد است. جمعیت شیعه در این کشور ریشه و فرهنگ و نژاد و زبان ایرانی دارند.

## جغرافیا

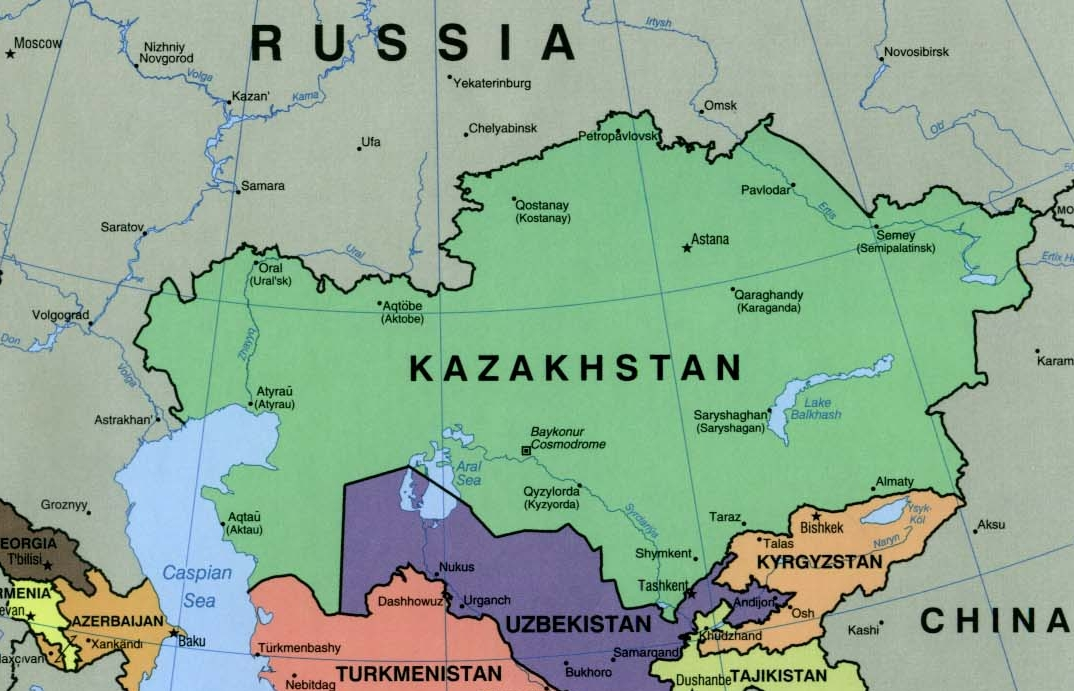
نقشه سیاسی قزاقستان و بخشی از آسیای میانه و قفقاز

قزاقستان از شمال با روسیه، از شرق با چین، در جنوب شرقی با قرقیزستان، در جنوب با ازبکستان و در جنوب غربی با ترکمنستان همسایه است. سواحل شمال شرقی دریای خزر در خاک این کشور قرار دارد.
وسعت قزاقستان ۲٬۷۲۴٬۹۰۰ کیلومتر مربع (بیش از سه برابر ترکیه یا پاکستان و کوچکتر از آرژانتین) است و حدود ۲۰٪ آن در سوی کوه‌های اورال قرار گرفته و به لحاظ جغرافیایی بخشی از آن در اروپا است. البته قزاقستان معمولاً یک کشور آسیایی طبقه‌بندی می‌شود.
قزاقستان بزرگ‌ترین کشور خشکی‌بست (محصور در خشکی) دنیا است. قزاقستان به بزرگی اروپای غربی است و از دریای خزر در غرب تا کوه‌های آلتای در شرق ادامه می‌یابد. مرزهای شمالی قزاقستان در دشت‌های سیبری غربی و مرزهای جنوبی آن در بیابان‌های آسیای میانه قرار دارند.
با وجود وسعت زیادی که این کشور را نهمین کشور بزرگ دنیا کرده، بیشتر پهنه‌هایش کویر و استپ است و تراکم جمعیت آن تنها ۶ نفر در هر کیلومترمربع است.
دشت قزاق با مساحت ۸۰۴٬۵۰۰ کیلومترمربع یک‌سوم کشور را دربرمی‌گیرد و بزرگ‌ترین منطقه خشک استپی در جهان است. علفزارها و شنزارهای گسترده شاخصه این دشت هستند.
رودها و دریاچه‌های مهم قزاقستان عبارتند از دریاچه آرال، رود ایلی، رود ایرتیش، رود ایشیم، رود اورال، سیردریا، رود چارین، دریاچه بالخاش و دریاچه زایسان. دره چارین که ۱۵۰ تا ۳۰۰ متر عمق و ۸۰ کیلومتر درازا دارد فلات سنگی و سرخ‌رنگ را درمی‌نوردد و در راستای رودخانه چارین در شمال تیان‌شان ادامه می‌یابد. دهانه بیگاچ، دهانه‌ای برخوردی است که از برخورد یک سیارک در حدود ۵ میلیون سال پیش به‌وجود آمده و ۸ کیلومتر قطر دارد.
آب‌وهوای قزاقستان بری است و تابستان‌های گرم و زمستان‌های سرد دارد. بارندگی در این کشور نسبتاً کم است و اراضی آن در شرایط خشک تا نیمه‌خشک قرار دارند.
شهرهای اصلی قزاقستان عبارتند از آستانه، آلماتی، قراغندی، چیمکند، آتیراو و اوسکمن. شهرهای بزرگ قزاقستان به ترتیب آلماتی با حدود ۲ میلیون نفر، آستانه و قراغندی با حدود ۷۰۰ هزار نفر هستند. به جز شهرهای نام‌برده می‌توان به شهرهای آق‌تاو(۲۶۲٬۰۰۰نفر)، پاولودار(۳۲۹٬۰۰۰)، پتروپاول(۲۰۱٬۰۰۰) و اوسکمن(۳۱۹٬۰۰۰) نیز اشاره کرد.

## استان‌های قزاقستان
| استان          | مرکز         | مساحت به کیلومتر مربع | جمعیت (۲۰۰۹) |
| -------------- | ------------ | --------------------- | ------------ |
| آلماتی         | تالدی‌قورغان  | ۲۲۴٫۰۰۰               | ۱٫۶۴۲٫۳۰۰    |
| آق‌مولا         | کوکشه‌تاو     | ۱۴۶٫۰۰۰               | ۷۴۴٫۷۰۰      |
| آق‌تپه          | آق‌تپه        | ۳۰۰٫۶۰۰               | ۷۰۷٫۹۰۰      |
| آتیراو         | اتیراو       | ۱۱۸٫۶۰۰               | ۴۹۶٫۰۰۰      |
| مین‌قشلاق       | آق‌تاو        | ۱۶۵٫۶۰۰               | ۴۱۶٫۵۰۰      |
| قزاقستان شمالی | پتروپاول     | ۹۷٫۹۹۳                | ۶۵۱٫۱۰۰      |
| قزاقستان شرقی  | اوسکمن       | ۲۸۳٫۳۰۰               | ۱٫۴۱۷٫۶۰۰    |
| پاولودار       | پاولودار     | ۱۲۴٫۸۰۰               | ۷۴۷٫۶۰۰      |
| قراغندی        | قراغندی      | ۴۲۸٫۰۰۰               | ۱٫۳۴۴٫۲۰۰    |
| قوستانای       | قوستانای     | ۱۹۶٫۰۰۰               | ۸۹۱٫۸۰۰      |
| قیزیل‌اوردا     | قیزیل‌اوردا   | ۲۲۶٫۰۰۰               | ۶۳۶٫۹۰۰      |
| ژامبیل         | طراز         | ۱۴۴٫۲۰۰               | ۱٫۰۲۵٫۰۰۰    |
| استان ترکستان  | حضرت ترکستان | ۱۱۷٫۳۰۰               | ۲٫۳۵۶٫۵۰۰    |
| قزاقستان غربی  | اورال        | ۱۵۱٫۳۰۰               | ۶۱۷٫۱۰۰      |

| شهر      | مساحت به کیلومتر مربع | جمعیت (سال ۲۰۰۹) |
| -------- | --------------------- | ---------------- |
| آلماتی   | ۳۲۵                   | ۱٫۳۵۱٫۵۲۱        |
| آستانه   | ۷۲۰                   | ۶۵۳٫۸۰۰          |
| بایکونور | ۵۷                    | ۵۹٫۱۴۷           |
| چیمکند   | ۳۴۷                   | ۶۳۷٫۸۰۰          |

## سیاست
حکومت قزاقستان دمکراتیک و از نوع جمهوری ریاستی است. رئیس‌جمهور در راس کشور و دولت قرار دارد. قدرت اجرایی دست دولت بوده و قدرت قانونی دست پارلمان می‌باشد.
رهبر زمان کمونیسم قزاقستان یعنی نورسلطان نظربایف پس از استقلال به ریاست‌جمهوری قزاقستان رسید و از سال ۱۹۸۹ به مدت ۲۹ سال در این منصب باقی ماند تا این که در سال ۲۰۱۹ استعفا داد و جایش را به قاسم جومارت توقایف داد
بر پایه قانونی که در سال ۲۰۱۰ میلادی در قزاقستان به تصویب رسید، نخستین رئیس‌جمهور قزاقستان حتی پس از استعفایش از مصونیت کامل قضایی برخوردار است. برپایه این قانون، نخستین رئیس‌جمهوری قزاقستان را نمی‌شود بازداشت کرد، محبوس کرد یا برای اعمالی که حین ریاست جمهوری خود یا پس از آن دوره انجام داده پاسخگو دانست. این مصونیت طبق قانون همچنین شامل دارایی‌های رئیس‌جمهور نخستین و خانواده او می‌شود.
در سال ۱۳۹۵ خورشیدی رئیس‌جمهوری قزاقستان طی حکمی «کریم ماسیموف» نخست‌وزیر قبلی را به مقام ریاست سازمان اطلاعات این کشور منصوب کرد. وی همچنین «بکیت‌جان ساگینتایف» را که تا آن زمان معاون نخست‌وزیر بود به عنوان نخست‌وزیر به مجلس پیشنهاد داد که با رأی اعتماد نمایندگان مواجه شد.
حملات اسلام‌گرایان در قزاقستان که بخش اعظمی از جمعیتش مسلمان هستند به ندرت اتفاق افتاده است. اما شهر آق‌تپه که در نزدیکی مرز با روسیه واقع است محل نخستین حمله انتحاری در قزاقستان در سال ۲۰۱۱ بود. به گفته مقامات قزاق از این کشور حدود ۳۰۰ نفر به سوریه و عراق رفته و در صف گروه‌های افراطی و به‌خصوص داعش پیوسته‌اند.
بنا به برنامه اصلاحات ارضی دولت قزاقستان، خارجی‌ها می‌توانند زمین‌های کشاورزی قزاقستان را در قراردادهای ۲۵ ساله اجاره کنند. این برنامه، نگرانی و اعتراضات کشاورزان و زمین‌داران قزاقستانی را در پی داشته که نگرانی آن‌ها این است که سرمایه‌گذاران چینی به این ترتیب زمین‌های آن‌ها را بگیرند. این اعتراض‌ها در ماه مه ۲۰۱۶ سرکوب شد و شماری نیز بازداشت شدند. اعتراضات خیابانی در قزاقستان نادر است و دولت نورسلطان نظربایف، که از قبل از فروپاشی شوروی قدرت را در قزاقستان در اختیار دارد، با مخالفان به سختی برخورد می‌کنند. آخرین باری که در قزاقستان اعتراضات عمده‌ای برگزار شد در سال ۲۰۱۱ بود که کارگران صنعت نفت اعتصاب کردند. در آن مقطع پلیس با شلیک به معترضان ۱۴ نفر از آن‌ها را کشت. همچنین قزاقستان جزو کشورهایی است که مجازات اعدام در آن وجود ندارد.

## مردم و فرهنگ
| دین در قزاقستان (سرشماری ۲۰۲۱) | دین در قزاقستان (سرشماری ۲۰۲۱) | دین در قزاقستان (سرشماری ۲۰۲۱) | دین در قزاقستان (سرشماری ۲۰۲۱) | دین در قزاقستان (سرشماری ۲۰۲۱) |
| ------------------------------ | ------------------------------ | ------------------------------ | ------------------------------ | ------------------------------ |
|                                |                                |                                |                                |                                |
| اسلام                          | اسلام                          |                                | ۶۹٫۳٪                          | ۶۹٫۳٪                          |
| مسیحی                          | مسیحی                          |                                | ۱۷٫۲٪                          | ۱۷٫۲٪                          |
| بدون پاسخ                      | بدون پاسخ                      |                                | ۱۱٫۰۱٪                         | ۱۱٫۰۱٪                         |
| خداناباور                      | خداناباور                      |                                | ۲٫۲۵٪                          | ۲٫۲۵٪                          |
| سایر                           | سایر                           |                                | ۰٫۲٪                           | ۰٫۲٪                           |

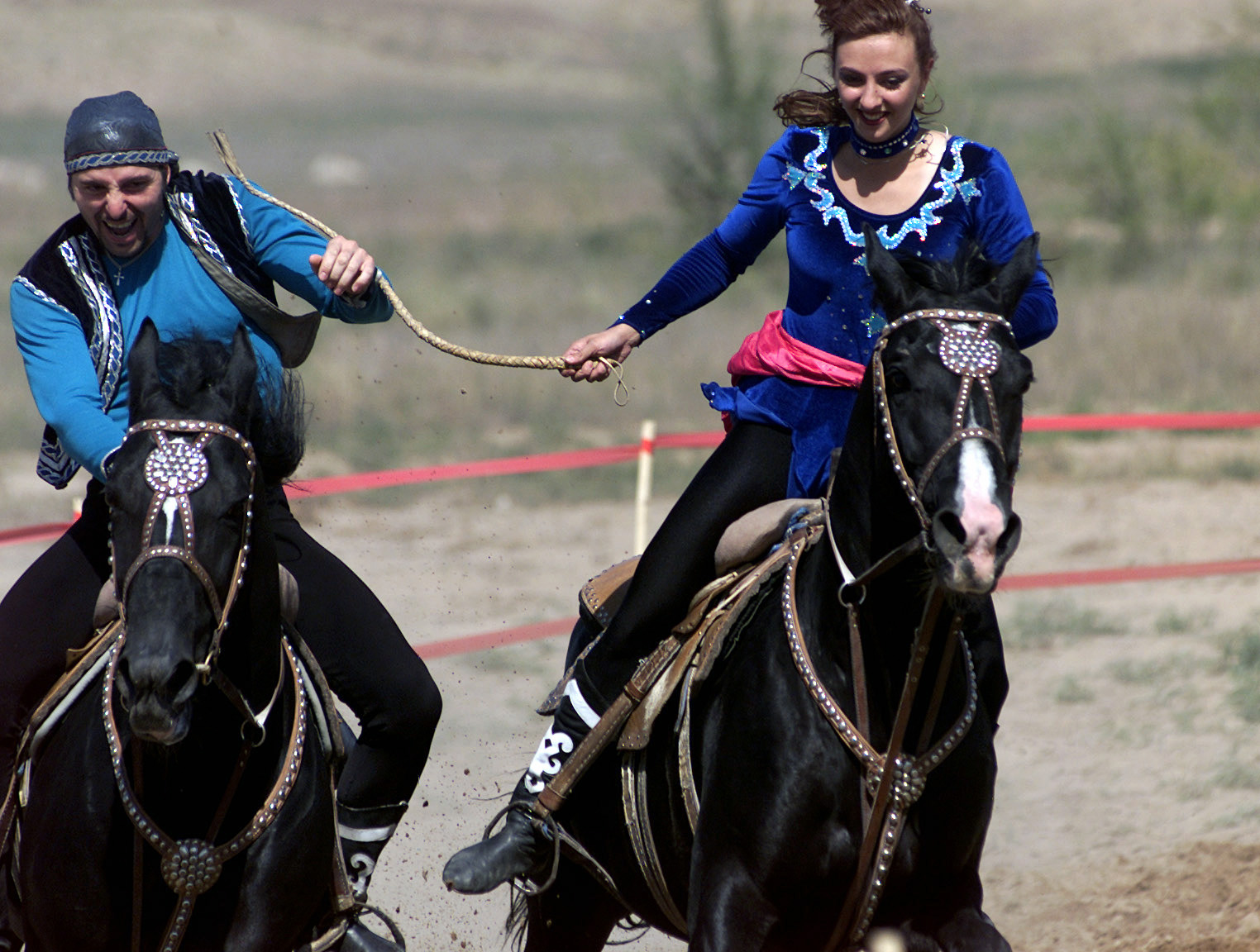
سوارکاران با لباس سنتی یک بازی بوسه به نام قیز کو را اجرا می‌کنند

جمعیت قزاقستان در سال ۲۰۲۰ میلادی حدود ۱۸٫۷ میلیون نفر تخمین زده شده که تراکم پایین جمعیت در این کشور را نشان می‌دهد.
قزاقستان کشوری چندقومیتی است و قزاق‌ها حدود ۶۳ درصد ساکنان آن را تشکیل می‌دهند. ۲۳٫۷ درصد مردم این کشور روس و بقیه ازبک، اوکراینی، اویغور، و غیره هستند. دین ۷۰ درصد از مردم اسلام و مذهب بقیه ساکنان مسیحیت است.
ویژگی چندقومیتی قزاقستان در هنر و فرهنگ این کشور بازتاب یافته است. فعالیت‌های فرهنگی و هنری قزاقستان را می‌توان در دو دسته گسترده سنتی و غربی دسته‌بندی کرد.
فرهنگ و هنر سنتی که با نوع زندگی ساکنان عمدتاً قزاق و البته کره‌ای‌ها و اویغورها و اقوام کوچکتر این سرزمین مرتبط است؛ همانند شعرها، آهنگها و رقصهای فولکلور، موسیقی قزاق که با سازهای سنتی آنان اجرا می‌شود، همچون فرشها و پارچههای دست بافت و صنایع دستی گوناگون که در طول قرن‌ها در این سرزمین به حیات خود ادامه داده و پیشرفت کرده‌اند.
در مجموع شعر، موسیقی و رقص جایگاه خاصی در فرهنگ قزاق داشته و دارند.
گروه غربی شامل انواع هنرهایی می‌گردد که روس‌ها از ابتدای قرن بیستم به منطقه آوردند. مانند تئاتر، موسیقی کلاسیک، باله، اپرا، سینما، تلویزیون و ادبیات روسی می‌گردند.
البته همه این انواع فرهنگی و هنری در میان قزاق‌ها به مقبولیت کامل دست نیافتند. اما در نتیجه سیاست‌های حکومت بلشویکی اتحاد شوروی، قزاقستان در دهه‌های گذشته پذیرای جمعیت بزرگی از روس‌ها و اقوام غیر قزاق بوده است، به گونه‌ای که قزاق‌ها در سرزمین خودشان به یک اقلیت بدل شدند.
حضور چنین جمعیت بزرگ و با فرهنگ‌های گوناگون و بسیار متفاوت موجب شکوفایی هنر و فرهنگ غربی در این کشور شده است. موفقیت قزاق‌ها و حتی آثار هنری که در قزاقستان ساخته شده یا به این کشور مربوط است، در جشنواره‌های بین‌المللی از آثار مثبت این تنوع فرهنگی است.
در قزاقستان گروهی از مردم آذربایجانی ایرانی هم وجود دارند که در شهر مرکه در نزدیکی مرز قرقیزستان زندگی می‌کنند. این افراد از آذربایجانی‌های عشایری بودند که در مرز ارس تردد می‌کردند و پس از این که در سال ۱۹۱۸ مرزها بسته شد، در آن سوی مرز گرفتار و محبوس شدند. حکومت شوروی از ترس شورش این افراد، آن‌ها را به قزاقستان کوچاند و تا امروز نیز در آنجا ساکن هستند. آن‌ها هنوز هم به زبان ترکی آذربایجانی صحبت می‌کنند.

### خطر تجزیه
ولادیمیر پوتین در یک کنفرانس مطبوعاتی در مورد قزاقستان گفته است که قزاقستان هیچ وقت یک کشور نبوده است و تنها بعد از فروپاشی شوروی تأسیس شده است که موجب ناراحتی نور سلطان نظربایف، شده است. کارشناسان این بیانات را در واکنش به حمایت نظربایف از عضویت اوکراین در اتحادیه اروپا دانسته‌اند. پوتین در سپتامبر سال ۲۰۱۴ میلادی در دیدار دانشجویان در پاسخ به این پرسش که «آیا رشد روحیات ملی‌گرایی در قزاقستان منجر به تکرار سناریوی اوکراین نخواهد شد زیرا فعلاً نورسلطان نظربایف نقش عامل بازدارندگی را بازی می‌کند»، به توصیف شخصیت نظربایف پرداخت ولی با بیاناتی موجب آشفتگی افکار عمومی قزاق‌ها شد. پوتین گفت که نظربایف کار شگفت‌انگیزی کرده است و در قلمروی کشورش دولتی بنا نهاده است که هرگز در طول تاریخ صاحب دولت (حاکمیت) نبوده است. در واقع او به صورت تلویحی گفت که قزاقستان هیچ‌گاه به عنوان یک کشور وجود خارجی نداشته است. ملی گرایان قزاق از دیدگاه روسیه مبنی برنداشتن دولت و حاکمیت در طول تاریخ ناراحت شده و به آن واکنش نشان دادند. حدود یک چهارم ساکنان قزاقستان و نیمی از جمعیت قزاقستان شمالی را روس تبارها تشکیل می‌دهند. قزاقستان بعد از روسیه بیشترین تعداد گویشوران زبان روسی را دارد.

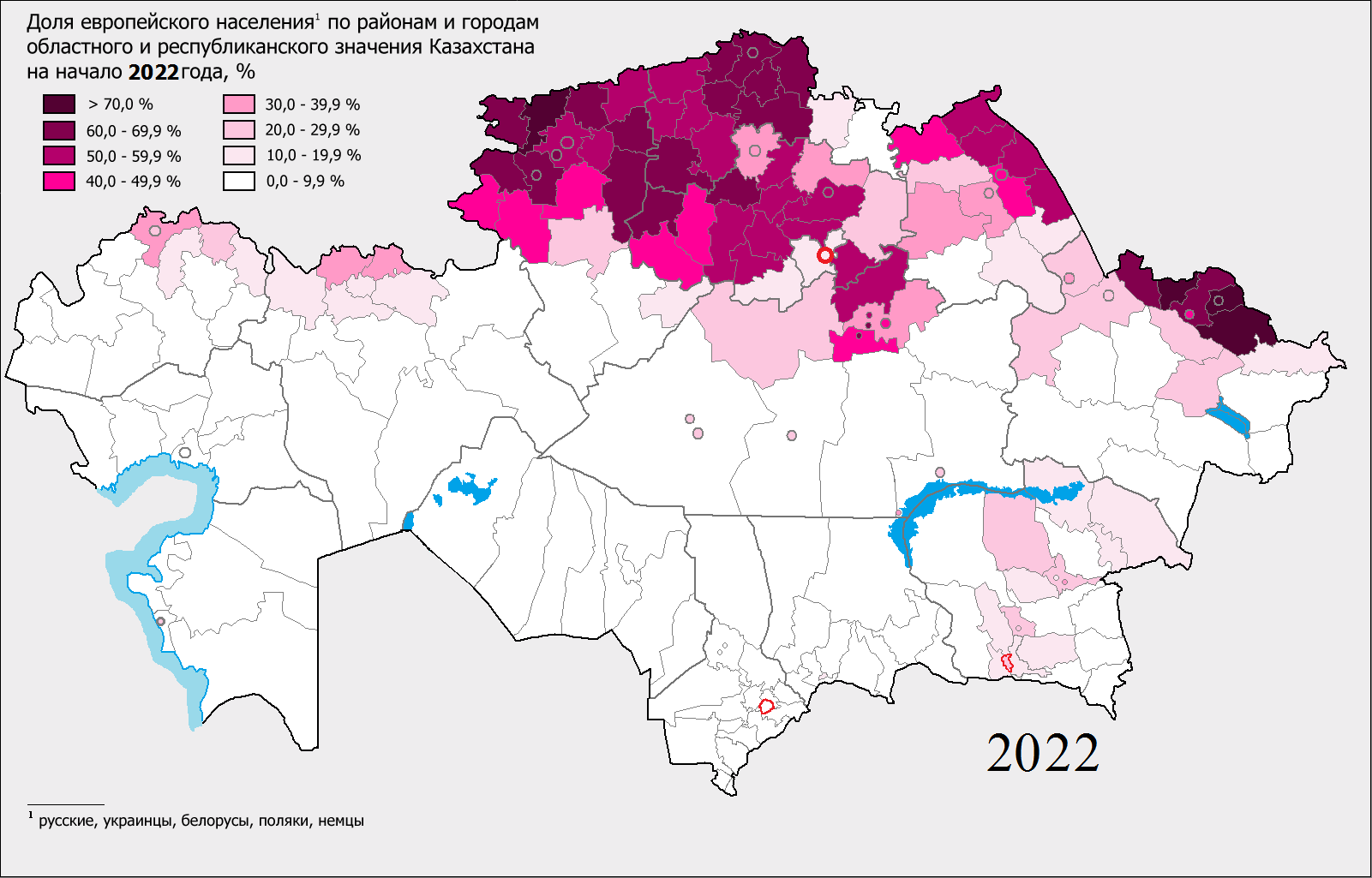

| The share of the European population by districts and cities of regional and republican subordination Kazakhstan in 2016 > ۷۰٪ ۶۰٫۰–۶۹٫۹٪ 50.0 - 59.9 % 40.0 - 49.9 % 30.0 - 39.9 % 20.0 - 29.9 % 10.0 - 19.9 % 0.0 - 9.9 % |

### نوروز در قزاقستان

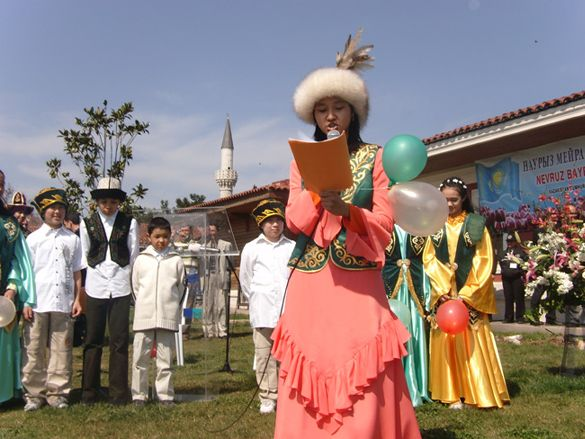
نوروز در قزاقستان

مردم قزاقستان نوروز را اعتدال بهاری می‌دانند و بر این باورند که در این روز ستاره‌های آسمانی به نقطه ابتدایی می‌رسند و همه جا تازه می‌شود و روی زمین شادمانی بر قرارمی‌شود. همچنین قزاق‌ها معتقدند که نوروز آغاز سال است و در میان آنان عبارات زیبایی دربارهٔ نوروز وجود دارد. نوروز روزی است که یک سال منتظرش بوده‌اند نوروز روزی است که خیر بر زمین فرود آمده و بالاخره نوروز روزی است که سنگ نیلگون سمرقند آب می‌شود.
در شب سال تحویل تا شب قزیر صاحبخانه دو عدد شمع در بالای خانه‌اش روشن می‌کند و خانه‌اش را خانه تکانی کرده و چون مردم قزاق باور بر این دارند که تمیز بودن خانه در آغاز سال نو باعث می‌شود افراد آن خانه دچار بیماری و بدبختی نشوند آنان بر این مسئله ایمان دارند و آن را هر ساله رعایت می‌کنند.
در شب نوروز دختران روستایی قزاق با آخرین گوشت باقی‌مانده از گوشت اسب که سوقیم نام دارد غذایی به نام اویقی آشار همراه با آویز می‌پزند و از جوان‌هایی که دوستشان دارند پذیرایی می‌کنند. آنان نیز در قبال آن به دختران آینه و شانه و عطر هدیه می‌کنند که آن را سلت اتکیتر می‌نامند و به معنی علاقه‌آور می‌باشد.
در عید نوروز جوانان یک اسب سرکش را زین کرده و عروسکی که ساخته دست خودشان است با آویز زنگوله‌ای به گردنش در ساعت سه صبح که ساعتی معین از شب قزیر است رها نموده تا از این طریف مردم را بیدار نمایند. عروسک در حقیقت نمادی از سال نو است که آمدن خود را سوار بر اسب به همه اعلام می‌کند.
نوروز برای قزاق‌ها بسیار مقدس بوده و اگر در این روز باران یا برف ببارد آن را به فال نیک گرفته و معتقدند سال خوبی پیش رو خواهند داشت. در عید نوروز مردم لباس نو و سفید به تن می‌کنند که نشانه شادمانی است. دید و بازدید اقوام در این ایام با زدن شانه‌ها به یکدیگر از آیین و رسوم مردم قزاق در ایام عید نوروز می‌باشد، همچنین پختن غذایی به نام نوروز گوژه (کوژه = آش) که تهیه آن به معنی خداحافظ با زمستان و غذاهای زمستانی است و از هفت نوع ماده غذایی تهیه می‌شود در این ایام جزو آیین و رسوم این سرزمین می‌باشد.
مسابقات معروفی نیز در ایام نوروز در قزاقستان برگزار می‌شود که از مهم‌ترین آنان می‌توان به (قول توزاق) اشاره نمود که بین گروه‌های مرد و زن برگزار می‌شود. اگر برنده زن‌ها باشند قزاق‌ها معتقدند آن سال خوب و پربرکتی است اگر مردها پیروز شوند آن سال نامساعد خواهد بود. از دیگر مسابقات می‌توان به کوکپار برداشتن بز از مکانی مشخص توسط سواران، آودار یسپاق، قیزقوو و آلتی باقان اشاره نمود.
در عصر نوروز نیز مسابقه آیتیس آغاز می‌شود که مسابقه شعر و شاعری است.

## زبان

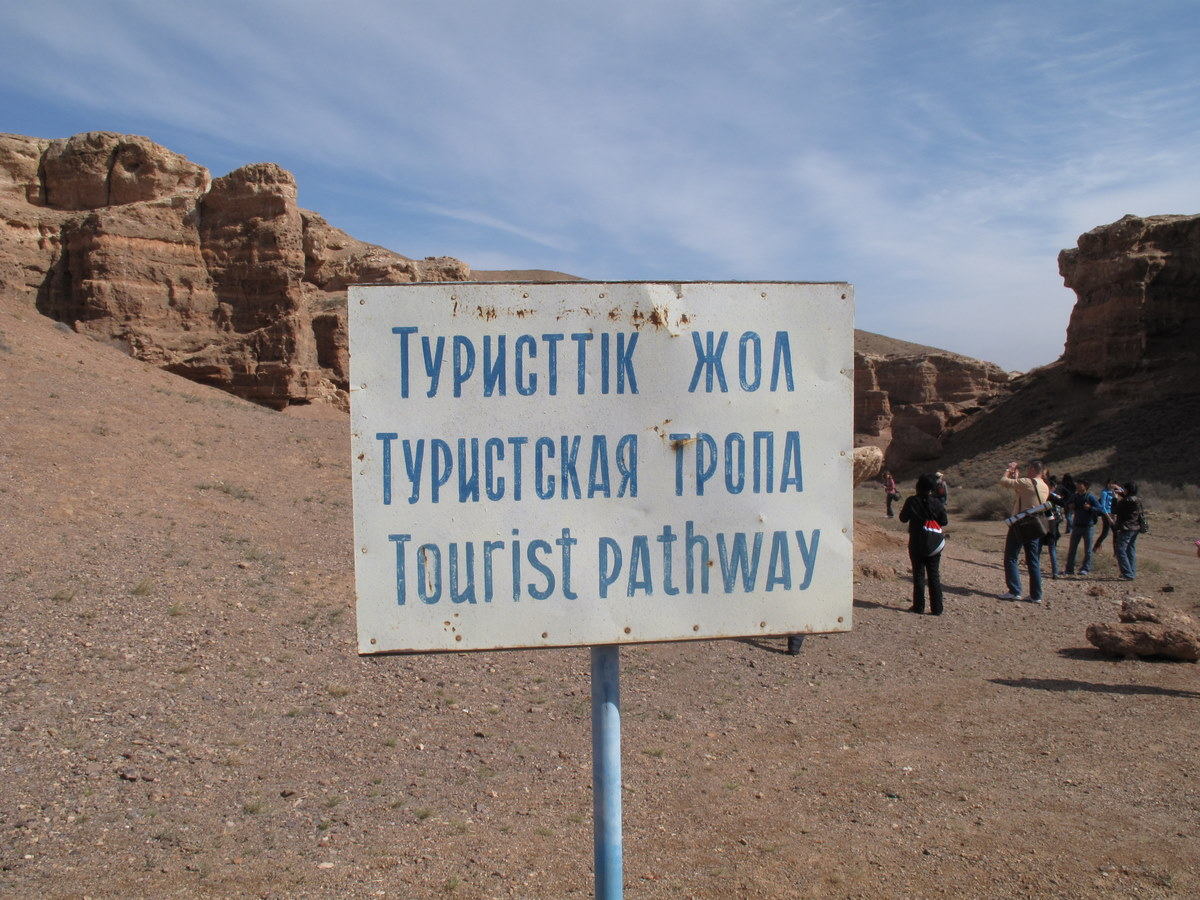
تابلویی در دره شارین به سه زبان قزاقی، روسی و انگلیسی

زبان قزاقی که زبان مردم قزاق و زبان ملی این کشور است، زبانی است از زیرگروه شرقی زبان‌های ترکی‌تبار که خود زیر شاخه از زبان‌های آلتایی است. از نزدیکترین زبان‌ها به قزاقی، زبان کشور همسایه قرقیزی است. زبان روسی با توجه به سابقه تاریخی و حضور گسترده خود همچنان موقعیت زبان رسمی (در قانون اساسی قزاقستان از اصطلاح زبان ارتباطات بین‌المللی استفاده شده است) را حفظ کرده است.
زبان‌های زبان اوکراینی، زبان تاتاری، قرقیزی، اویغوری، ازبکی، ترکی آذربایجانی، باشقیری، فارسی تاجیکی، زبان آلمانی، زبان کره‌ای، زبان ترکمنی، زبان ارمنی و زبان مغولی تنها تعدادی از مهم‌ترین زبان‌هایی هستند که بزرگ‌ترین اقلیت‌های قومی این کشور به آن‌ها سخن می‌گویند. بسیاری از اقلیت‌های قومی قزاقستان برای داشتن زبان مشترک به جز روسی، زبان قزاقی را هم می‌دانند. آموزش زبان انگلیسی به عنوان زبان بین‌المللی در سال‌های اخیر افزایش یافته است.

### زبان فارسی در قزاقستان

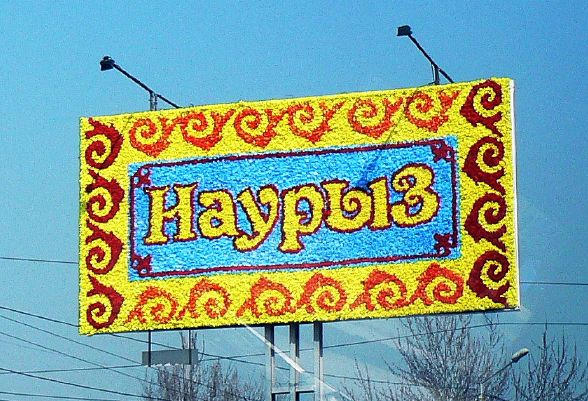
متن نوروز نوشته شده به زبان قزاقی بر روی بیلبوردی در قزاقستان

زبان فارسی در قزاقستان از پیشینه‌ای تاریخی برخوردار است، در دانشگاه‌های این کشور کرسی‌های زبان فارسی ۳۰ سال است که دایر است، با وجود این در سال‌های اخیر جایگاه زبان فارسی در مجامع علمی این کشور تا اندازه‌ای افول کرده است. تاریخ قزاقستان با زبان و ادبیات فارسی گره خورده است و هر پژوهشگری که بخواهد دربارهٔ تاریخ و ادبیات و جغرافیای تاریخی قزاقستان مطالعه و تحقیق کند، باید با زبان فارسی آشنایی داشته باشد. بسیاری از ضرب‌المثل‌های فارسی در ادبیات قزاقی نیز به کار برده می‌شود. در زبان قزاقی حدود ۳۰۶۸ واژه مشترک است که از زبان فارسی به خصوص از فارسی ورارود به زبان قزاقی اقتباس شده است چون ارتباط مستقیم بوده و هست. در خیابان‌های قزاقستان بسیار با واژه‌های داروخانه، آش خانه، کوچه، شهر، آبادانی (اودانی) یا بسیار نام‌های قزاقی مواجه هستید که با زبان فارسی مشترک است. نام اسفندیار به صورت اَسپَندیار و نام رستم و بیژن در میان قزاق‌ها خیلی فراوان است یعنی نه تنها نام‌های عادی ایرانی، بلکه نام‌هایی حماسی است که فارسی زبانان به آن‌ها افتخار ملی دارند و در شاهنامه آمده است. نام‌هایی که در ترکیبش واژه گل دارد در قزاقستان خیلی فراوان است که دکتر صفر عبدالله استاد زبان و ادبیات فارسی در قزاقستان، ۱۲۵ نام زنانه قزاقی با این ترکیب مانند گل‌بدن، گلناز، گلنار، گلدانه، گل بهرام را گردآوری کرده است.
در قزاقستان چند ضرورت مهم برای تدریس زبان فارسی وجود دارد و این نکته را بزرگان قزاق می‌دانند.
۱- پیش از همه حدود ۹۰–۹۵ درصد منابع دست اولی که دربارهٔ قزاق‌ها و اقوام آسیای مرکزی در قرون وسطی وجود دارد منابع فارسی است و بدون منابع فارسی از هیچ منبع دیگری نمی‌توانند دربارهٔ اقوام ترکی و مغولی آسیای مرکزی چیزی پیدا کنند.
۲- بیشتر حاکمان و خان‌های مغولی و ترکی دبیران و وزیران فارسی‌زبان، یا به قول خودشان یک نفر تاجیک مورخ یا واقعه‌نگار فارسی یا فارسی‌زبان داشته‌اند و همه کتاب‌ها را آن‌ها نوشته‌اند. برای نمونه جامع‌التواریخ یا تاریخ جهانگشای جوینی و صدها کتاب دیگر به زبان فارسی است؛ بنابراین اگر این اقوام بخواهند کشورها و ریشه‌های خود را بیشتر بشناسند، امکان ندارد که بدون فراگرفتن منابع زبان فارسی به جایی برسند. این یک انگیزه بسیار مهمی است که باید این مردم فهم آن را داشته باشند.
۳- نکته دیگر این که هر قدر روابط ایران با منطقه و قزاقستان بهتر باشد زبان فارسی بهتر آموخته می‌شود. یکی از انگیزه‌هایی که در قزاقستان خیلی زبان چینی یا کره‌ای می‌آموزند این است که صدها شرکت وجود دارد که برای فعالیت‌های خود نیاز به همکارانی دارند که زبانشان را بدانند و از این بابت حقوق خوب هم می‌دهند. همچنین ترکیه را می‌توان نام برد که ترک‌زبانان کنونی خط را هم از دست دادند و برای مطالعه فرهنگ همان ترک‌ها نیز راهشان بسته است و خط عربی ـ فارسی را نمی‌دانند و خطشان لاتین است ولی چون شرکت‌های زیاد ترکیه‌ای در قزاقستان فعال هستند و دولت ترکیه حمایت می‌کند دانشجویان به سمت زبان ترکی استانبولی می‌روند.

## خط و الفبا

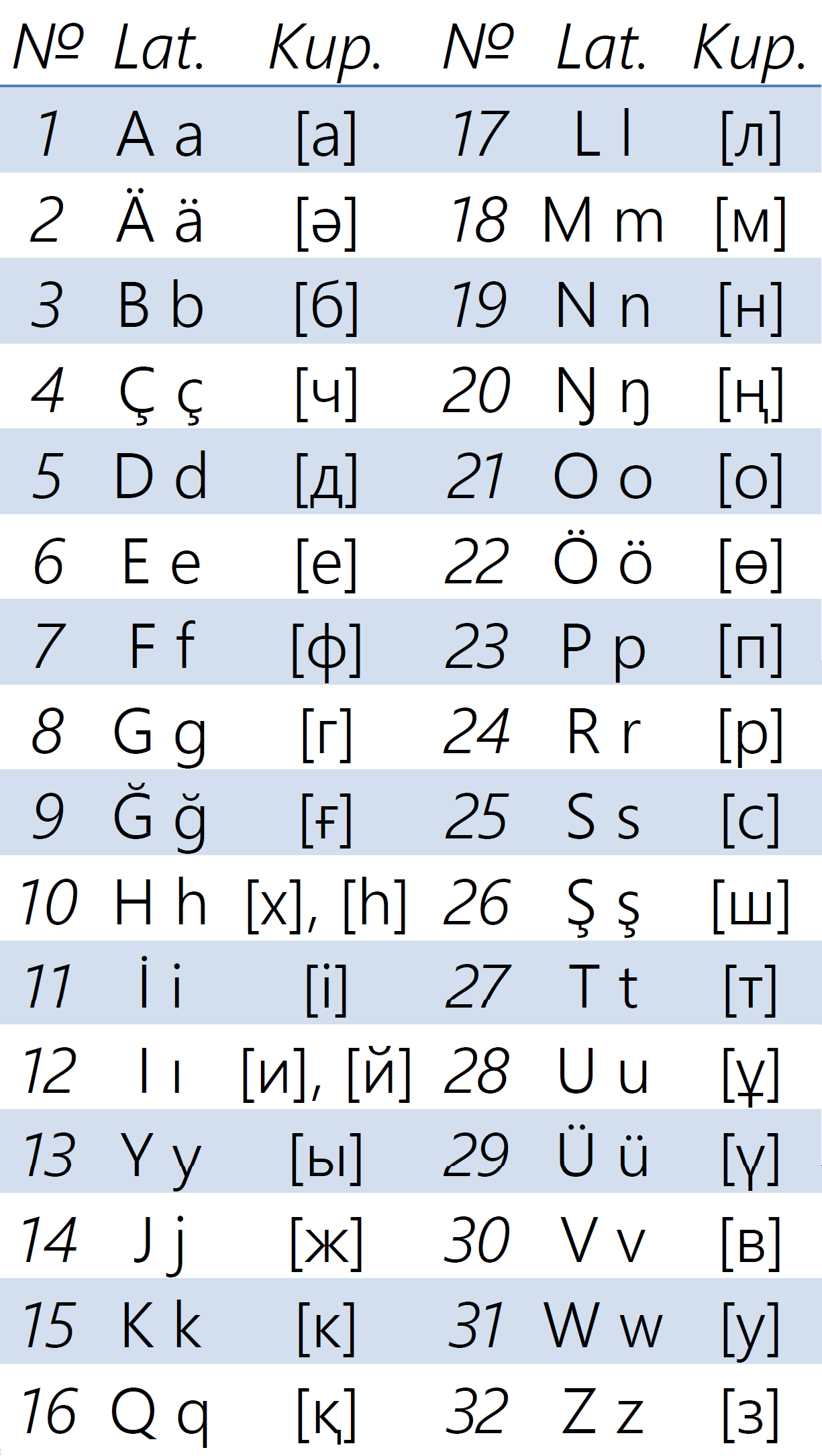

خط و الفبای نوشتاری این کشور اکنون الفبای سریلیک است، اما قرار بر این است که الفبای نوشتاری آن تا سال ۲۰۱۵ به لاتین (الفبای لاتین ترکیه) تغییر یابد.
نورسلطان نظربایف، رئیس‌جمهور قزاقستان، در ماه دسامبر سال ۲۰۱۲ در پیام سالانه خود به مردم قزاقستان گفته بود که ما باید از سال ۲۰۲۵ به‌گذار به الفبای لاتین اقدام کنیم. این بدان معنا است که از آن زمان ما در همه امور باید از خط لاتین کار بگیریم؛ یعنی تا سال ۲۰۲۵ ما باید کارگذاری، چاپ نشریات دوری، کتاب‌های درسی و غیره را به خط لاتین انجام دهیم.
رئیس‌جمهور قزاقستان دربارهٔ آنچه «منطق تاریخی ژرفِ» گذار به خط لاتین خوانده، می‌گوید: «این از ویژگی‌های هم محیط فناوری جدید، هم ارتباط در جهان امروز و هم روند علم و آموزش در قرن ۲۱ است.»
از نظر آقای نظربایف ظاهراً‌گذار به خط لاتین دسترسی جوانان قزاق به علم و فناوری امروز جهانی و ارتباط آنان با جهان غرب را آسان‌تر خواهد کرد، هرچند بسیاری در این امر تردید دارند. وی می‌افزاید: «در مدارس ما بچه‌ها انگلیسی می‌آموزند؛ یعنی خط لاتین. این برای جوانان ما دشوار نخواهد بود.»
برخی از تحلیلگران آسیای میانه می‌گویند تصمیم رئیس‌جمهور قزاقستان برای‌گذار به خط لاتین تلاشی برای فاصله گرفتن از روسیه یا «جهان روسی» و نزدیکی بیشتر با کشورهای ترک‌تبار منطقه و به‌ویژه با ترکیه است.
اما به اعتقاد قناعت عادل، تحلیلگر ازبک‌تبار مقیم پراگ، این تصمیم «خیال خامی» بیش نیست: «زیرا خط سیریلیک قزاقی به 'جهان روسی ' ربطی ندارد. در نهایت، مخالفان عمده 'جهان روسی ' - اوکراینی‌ها - از خط سیریلیک استفاده می‌کنند و به فکر تغییر آن نیستند. بلغارستان، از اعضای اتحادیه اروپا و ناتو هم از این خط استفاده می‌کند.»
آقای عادل می‌افزاید: «گذار به خط لاتین قزاقی بدان معنا نیست که آن با خط ترکی یا ازبکی مشترک می‌شود. قزاق‌ها باید از تجربه ناموفق‌گذار زبان ازبکی به خط لاتین سبق (درس) بگیرند.»
عبدالقادر رستم:گذار به الفبای لاتین، قزاق‌ها را از تأثیر معنوی و زبانی روس‌ها دورتر می‌کند، و از سوی دیگر روس‌گرایی را که تاکنون در ذهن بخشی از مردم قزاق حکومت می‌کند، کاهش می‌دهد.
اشاره او به تصمیم دولت ازبکستان است که بعد از فروپاشی اتحاد شوروی فرایند گذار از الفبای سیریلیک به خط لاتین را شروع کرد. اما این فرایند سال‌هاست ادامه دارد و به باور بسیاری موفق نبوده است؛ هرچند جمهوری آذربایجان و ترکمنستان، دو کشور دیگر ترک‌زبان در این فرایند تاحدی موفق بوده‌اند.
زبان‌های ترکمنی و آذری تا حد زیادی به زبان ترکی عثمانی نزدیکند، ولی ازبکی از خانواده دورتر زبان‌های ترکی (جغتایی) است و نزدیک‌ترین زبان به آن زبان اویغوری در چین محسوب می‌شود که خط آن برساخته از خط فارسی-عربی است. زبان‌های قزاقی و قرقیزی هم از این دو گروه از خانواده زبان‌های ترکی فاصله زیادی دارند.
در ضمن، الفبای لاتین برای زبان قزاقی پدیده تازه‌ای نیست. در سال ۱۹۲۹ با تصمیم دولت شوروی الفبای واحدی برای زبان‌های ترکی قلمرو شوروی مبتنی بر خط لاتین ایجاد شده بود که بیش از ده سال مورد استفاده بود. اما در سال ۱۹۴۰ مانند زبان‌های دیگر جماهیر آسیای میانه الفبای سیریلیک در زبان قزاقی هم جایگزین لاتین شد.
در مقاله خود، آقای نظربایف از تاریخ الفبا در زبان‌های ترکی، از الفبای رونی در قرن‌های ۶–۷ میلادی گرفته تا الفبای عربی که طی ۹۰۰ سال پس از حمله عرب و گسترش اسلام در قلمرو قزاقستان مورد استفاده بوده نیز یادآور شده و گفته است که تغییر الفبا در زبان قزاقی همیشه «علل سیاسی مشخصی» داشته است.
رئیس‌جمهور قزاقستان منطق‌گذار به خط لاتین را به دور از انگیزه‌های سیاسی و مرتبط با «فناوری جدید و ارتباطات جهان معاصر» خوانده و آن را برای قزاق‌ها مهم می‌داند.
آقای رستم معتقد است که حوادث اوکراین و دخالت روسیه در امور آن کشور در سال‌های اخیر نخبگان سیاسی قزاق را «هوشیارتر» کرده است: «گروه‌های ملت‌گرای روس، چه در قزاقستان و چه در روسیه مدعی بودند که ولایات شمالی قزاقستان زمین روسها است و باید به روسیه همراه شود، زیرا میزان جمعیت روس در این مناطق زیاد است. نظربایف برای پیشگیری از این امر دو طرح را اجرا کرد: با دادن امتیازها قزاق‌ها را از کشورهای مختلف، از چین و مغولستان گرفته تا تاجیکستان و افغانستان، به قزاقستان آورد و عمدتاً در مناطق شمالی مستقر کرد.»
وی می‌افزاید: «دوم، پایتخت را از آلماتی به شهر شمالی آق‌مُلا سلینوگراد زمان شوروی و آستانه کنونی) که اساساً شهر روس‌ها بود، منتقل کرد. در اصل، به جای این شهر یک شهر کاملاً جدید و معاصر ساخته شد و به این بهانه ده‌ها هزار قزاق را به شمال منتقل کرد. گذار به الفبای لاتین، قزاق‌ها را از تأثیر معنوی و زبانی روس‌ها دورتر می‌کند و از سوی دیگر، روس‌گرایی را تاکنون در ذهن قسمتی از مردم قزاق حکومت می‌کند، کاهش می‌دهد».

## اقتصاد

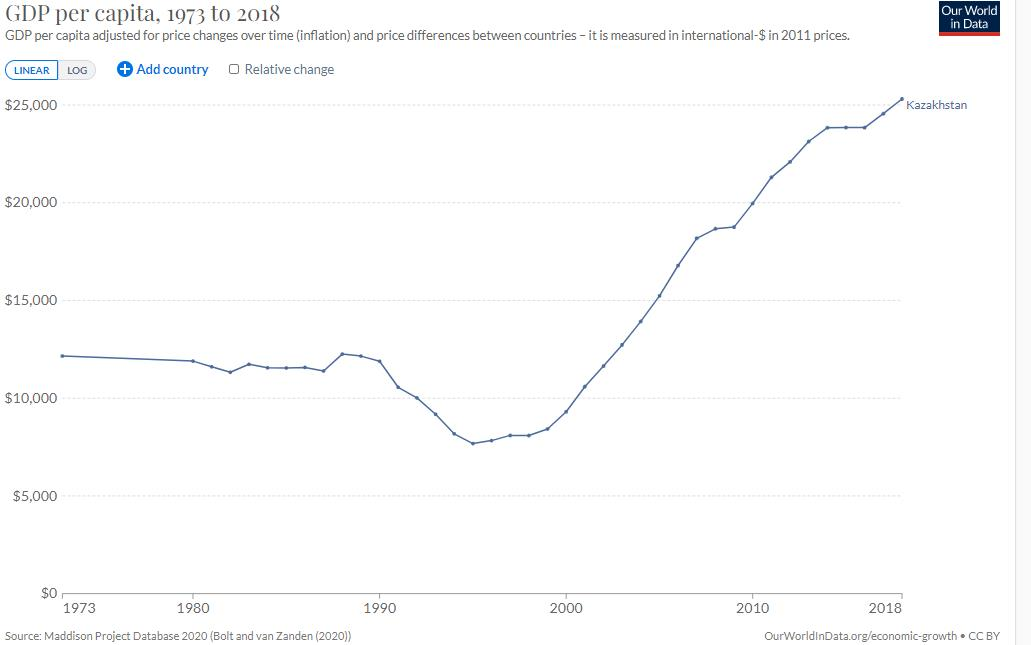
نمودار رشد اقتصاد قزاقستان در اوایل سده بیست و یکم

اقتصاد این کشور تا حد زیادی به بخش کشاورزی متکی است. قزاقستان بیشترین تولید ناخالص داخلی و درآمد سرانه را در میان جمهوری‌های تازه استقلال یافته دارد و نیز از اعضای مهم سازمان همکاری شانگهای است.
این کشور از لحاظ منابع زیرزمینی هم بسیار غنی است، از سال ۱۹۹۳ تاکنون بیش از ۴۰ میلیارد دلار سرمایه‌گذاری خارجی در این بخش انجام شده است. همچنین تخمین زده می‌شود که قزاقستان صاحب دومین منابع بزرگ در اورانیوم، کروم، روی و سرب و سومین در منگنز، چهارمین در مس و در مورد زغال سنگ، آهن و طلا نیز در بین ۱۰ کشور اول دنیا قرار می‌گیرد. و همچنین یازدهمین منابع بزرگ هم در نفت و هم در گاز طبیعی را در اختیار دارد.
کشف و استخراج نفت در مناطق غربی در کنار دریای خزر، این کشور را جزو کشورهایی با درصد رشد اقتصادی بالا در میان جمهوری‌های اتحاد شوروی سابق قرار داده است. قزاقستان به درآمدهای نفتی بسیار وابسته است و سقوط جهانی قیمت نفت در مقطعی وضعیت اقتصادی این کشور را دشوار کرد.
تحریم‌های دوجانبه روسیه و غرب به سقوط روبل روسی و بحران اقتصادی در روسیه منجر شده که تأثیراتی جدی بر جماهیر دیگر سابق شوروی، از جمله قزاقستان، گذاشته است.
واحد پول این کشور تنگه است. هر تنگه معادل ۰٫۰۰۲ دلار آمریکا و هر دلار معادل ۵۰۰ تنگه است. (نوامبر ۲۰۲۴).